# Chloroclystis peremptata
Chloroclystis peremptata är en fjärilsart som beskrevs av Walker 1862. Chloroclystis peremptata ingår i släktet Chloroclystis och familjen mätare. Inga underarter finns listade i Catalogue of Life.